# Museo Arqueológico de Sjimatari
El Museo Arqueológico de Sjimatari es uno de los museos de Grecia. Se encuentra en Sjimatari, una localidad de Beocia.
Se trata del museo más antiguo de Beocia ya que fue construido entre 1890 y 1904. En 1983 se cerró para someterlo a un proceso de reformas y modernización y fue abierto de nuevo en 2006.

## Colecciones
El museo contiene una colección de objetos procedentes principalmente de necrópolis de la antigua ciudad de Tanagra de una cronología comprendida entre la prehistoria y la época de los primitivos cristianos.
Una primera sala de exposición está dedicada a los hallazgos prehistóricos de varios yacimientos arqueológicos del sureste de Beocia. Entre ellos destacan los procedentes de tumbas de cámara del área de Tanagra que se componen de cerámica, estatuillas, joyas y dos lárnax decorados con pinturas. También hay un interesante bloque de piedra caliza donde aparecen representados barcos que procede de un lugar próximo a la costa de Aulide, donde podría haber estado ubicada la antigua ciudad de Hiria.  
En otra sala se exponen estelas funerarias, estatuillas y recipientes de la época arcaica procedentes de necrópolis de Tanagra.
La sala de la época clásica alberga estelas funerarias y ajuares de tumbas de la época. Es destacable una inscripción donde figuran los nombres de los combatientes de Tanagra muertos en la batalla de Delio (424 a. C.)
Otra sala está dedicada al periodo helenístico, del que se conservan decretos de proxenía de Tanagra, estelas funerarias, recipientes de cerámica y la copia de una importante inscripción cuyo original se halla en el Museo del Louvre.
Un pasillo entre las dos salas anteriores contiene una serie de esculturas de los periodos clásico y helenístico, entre las que destacan dos estatuas de mármol de Afrodita, una pequeña herma y una figurilla de un perro.
Por último, hay una sala dedicada a la época romana que contiene principalmente hallazgos de tumbas de la época. Entre los monumentos funerarios destacan varias representaciones en relieve. También hay dos inscripciones destacadas, una estatua de una cariátide y otra estatua, también importante, sin cabeza. Además, hay otros hallazgos procedentes de la antigua ciudad de Delio.